# 162-га тюркська піхотна дивізія (Третій Рейх)
Не варто плутати з 162-ю піхотною дивізією Вермахту
162-га тюркська піхотна дивізія (Третій Рейх) (нім. 162. (Turk.) Infanterie-Division) — піхотна дивізія Вермахту за часів Другої світової війни.
Піхотна дивізія була сформована в травні 1943 року на території Генерал-губернаторства з представників тюркомовних громадян СРСР — військовополонених та перебіжчиків з Червоної Армії (азербайджанців, вірмени та туркестанців — узбеків, казахів, туркменів, киргизів). Весь офіцерський склад і більшість унтер-офіцерів в цій дивізії були з німців (громадян Німеччини).

## Історія
162-га тюркська піхотна дивізія формувалася у складі Вермахту на базі 162-ї піхотної дивізії, що була розгромлена весною 1942 під Ржевом. Організаційно структура дивізії була сформована з Азербайджанського легіону, Вірменського легіону, Грузинського легіону, Північнокавказького легіону, Туркестанського легіону та Волзькотатарського легіону.

## Райони бойових дій
- Польща (травень — вересень 1943)
- Італія та Словенія (вересень 1943 — травень 1945)

## Командування

### Командири
- генерал-майор, професор, доктор права Оскар фон Нідермаєр (нім. Oskar Ritter von Niedermayer) (13 травня 1943 — 21 травня 1944);
- генерал-лейтенант Ральф фон Гейгендорфф (нім. Ralph von Heygendorff) (21 травня 1944 — 8 травня 1945).

## Нагороджені дивізії
Нагороджені дивізії
|  | Кавалери Золотого Німецького Хреста                                                                        | 4 |
|  | Кавалери Почесної застібки Сухопутних військ «Почесна застібка на орденську стрічку для Сухопутних військ» | 1 |

- Нагороджені Сертифікатом Пошани Головнокомандувача Сухопутних військ (2)